# دیوید د مارینو
دیوید د مارینو (انگلیسی: Davide De Marino؛ زادهٔ ۱۷ ژوئیهٔ ۲۰۰۰) بازیکن فوتبال است.
از باشگاه‌هایی که در آن بازی کرده‌است می‌توان به باشگاه فوتبال پرو ورچلی، باشگاه فوتبال زیر ۲۳ سال یوونتوس، و باشگاه فوتبال پیزا اشاره کرد.